# Maria Cortina i Pascual
Maria Cortina i Pascual (Reus, 1879 - 1954) va ser una pedagoga catalana que va desenvolupar la seva tasca al segle xx.

## Biografia
Va estudiar batxillerat a Reus, on també va aprendre Belles Arts a l'Acadèmia Fortuny, de Ramon Casals i Vernis, a Reus i després va fer magisteri a l'Escola Normal de Barcelona, obtenint el títol el 1897. El 1899 va obrir la primera escola en un pis del Raval de Santa Anna, número 45. Va agafar prestigi i els alumnes van augmentar i es va haver de traslladar aviat al número 34 del mateix raval; els alumnes van seguir augmentant i el 1912 es va traslladar al Raval de Martí Folguera, 8 (aleshores Raval Baix de Jesús), on ocupà dos pisos. El parvulari era mixt però la resta era només per noies, acollint un ventall d'edat entre els 3 i els 15 anys. A banda dels continguts reglats, l'escola oferia música, pel mestre Estanislau Mateu, i classes de francès, repàs i costura. Conegué Rosa Sensat i aplicà a la seva escola la didàctica renovada i activa i sobretot participativa que feia compatible amb una disciplina que aplicava a les normes internes de convivència. L'any 1925 va commemorar el 25è. aniversari de la fundació de l'escola, que es va convertir en un acte d'homenatge a Maria Cortina. L'escola va ser tancada a la guerra civil, part del material confiscat i una bomba va destruir part de l'edifici. Maria Cortina i el seu equip durant la guerra va seguir donant classes de repàs als alumnes de l'Institut mentre aquest va estar obert. Al final de la guerra l'escola va reobrir al carrer de la Font, a tocar al Raval de Robuster, lloc on anys després es va instal·lar l'escola Margalef. Durant tots aquestos anys Maria Cortina va ser mestra i directora de l'escola, que preparava també a les alumnes per al batxillerat lliure, i s'examinaven a l'Institut Gaudí de Reus. L'any 1950 es va celebrar el 50 aniversari de l'escola, que es va tornar a convertir en un homenatge a Maria Cortina. La seva llarga trajectòria educativa la va fer mereixedora de la Gran Creu d'Alfons X el Savi.
Quan estava a punt de traslladar la seu al carrer Gaudí, al Palau Boule, va morir (1954); l'escola però va subsistir portada per la seva filla, Misericòrdia Marcó Cortina, que va fer el trasllat uns mesos després. L'escola era coneguda com a Ca donya Maria Cortina, i va ser tota una institució a nivell local, amb una ensenyança de qualitat (però de pagament), amb les alumnes uniformades. Tot i que la seva escola va continuar sent anomenada pels reusencs com a "Ca donya Maria Cortina", el nom oficial era Escola de la Mare de Déu de Misericòrdia (encara que no ha estat mai una escola religiosa). El fill de Misericòrdia Marcó, Anton Borrell, llicenciat en Dret, es va incorporar l'any 1966 al professorat de l'escola, on impartia classes d'història. Va proposar nous mètodes d'ensenyament i propicià la formació continuada dels docents del centre, en la línia educativa del Col·lectiu de mestres Rosa Sensat. Anton Borrell va ser més endavant, ja a la democràcia, alcalde de Reus. Modernament ha recuperat el nom popular d'Escola Maria Cortina, com a homenatge a la seva fundadora.
La ciutat de Reus li va dedicar un carrer